# La vida de nuestro señor Jesucristo
La vida de nuestro señor Jesucristo es una película mexicana de 1986. Se trata, en realidad, de un montaje realizado por Miguel Zacarías con secuencias de las películas El pecado de Adan y Eva (1969), Jesús, nuestro señor (1969), Jesús, el niño Dios (1970) y Jesús, María y José (1970), que había dirigido él mismo. La protagonizan Claudio Brook como Jesucristo, Guillermo Murray como José de Nazaret, Gayle Bedall como la Virgen María, Jorge Rivero como el centurión y Narciso Busquets como Juan el Bautista. Esta película es transmitida anualmente por el canal Univision de EE. UU., de habla hispana, cada Domingo de Pascua o Viernes Santo.
- Datos: Q5968424